# Ванклив (Мисисипи)
Ванклив (енгл. Vancleave) насељено је место без административног статуса у америчкој савезној држави Мисисипи.

## Демографија
По попису из 2010. године број становника је 5.886, што је 976 (19,9%) становника више него 2000. године.
| Група             | 2000.         | 2010.         |
| Белци             | 4.448 (90,6%) | 5.296 (90,0%) |
| Афроамериканци    | 331 (6,7%)    | 311 (5,3%)    |
| Азијати           | 13 (0,3%)     | 40 (0,7%)     |
| Хиспаноамериканци | 47 (1,0%)     | 97 (1,6%)     |
| Укупно            | 4.910         | 5.886         |